# Kneipp-Denkmal

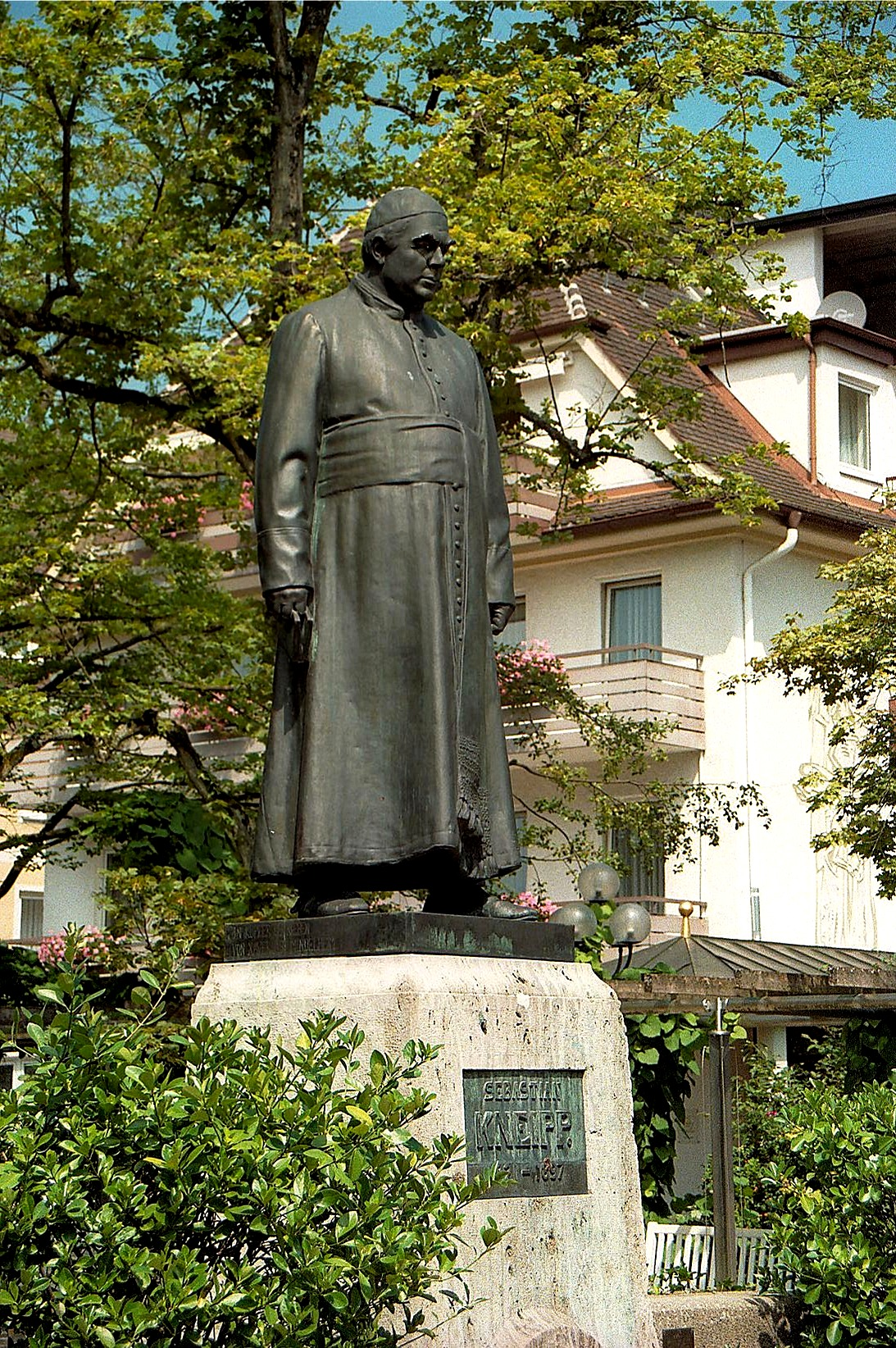
Kneipp-Denkmal in Bad Wörishofen

Das Kneipp-Denkmal wurde zu Ehren Sebastian Kneipps (1821–1897) in der Stadt Bad Wörishofen, im Landkreis Unterallgäu, Bayern, aufgestellt. Es befindet sich auf dem Denkmalplatz und wurde am 9. August 1903 enthüllt. Das Denkmal ist ein Werk des Münchener Bildhauers Georg Albertshofer und steht unter Denkmalschutz.
Der Sockel der in Kupfer getriebenen Figur ist aus Muschelkalk gefertigt. Auf der Vorderseite ist eine Kupferplatte mit der Inschrift SEBASTIAN KNEIPP / 1821–1897 angebracht. Auf der gegenüberliegenden Seite ist die Inschrift Steinausführung / Alois Aufleger / München 1903 zu lesen. Die Figur Sebastian Kneipps erhebt sich auf dem Sockel auf einer Standplatte. Diese Standplatte hat Inschriften an ihren Seiten. Nördlich ist MODELLIERT VON / GEORG ALBERTSHOFER MÜNCHEN und südlich IN KUPFER GETRIEBEN / VON XAVER ABT MINDELHEIM zu lesen.